# Le Trouble-fesses
Pour plus de détails, voir Fiche technique et Distribution.
Le Trouble-fesses est un film français réalisé par Raoul Foulon, sorti en 1976.

## Fiche technique
- Titre français : Le Trouble-fesses
- Titre québécois : Le gaffeur
- Réalisation : Raoul Foulon
- Scénario : Raoul Foulon
- Photographie : Roland Dantigny
- Musique : Jean-Marie Benjamin
- Production : Gérard Lorin, Bernard Marsault et Sylvio Tabet
- Pays d'origine :  France
- Format : couleur - Mono
- Genre : comédie
- Date de sortie : 29 septembre 1976

## Distribution
- Michel Galabru : Eugène Lajoux
- Maurice Risch : Ernesto Capoli
- Bernadette Lafont : Dany Lajoux
- Vittorio Caprioli : Tino Capoli / Lucki Capoli
- Anicée Alvina : Chantal
- Jean Gaven : un tueur sicilien
- Henri Déus : un tueur sicilien
- François Maistre : Don Pasquale
- Isa Lamour : Rachel, la fille de don Pasquale
- Alice Sapritch : Marlène
- André Badin : le liftier
- Gabriel Jabbour : le droguiste
- Micha Bayard : la patronne de l'hôtel du septième ciel
- Dominique Davray : Angèle
- Jacques Ramade : Bertrand
- Clément Michu : l'agent de police
- Paula Moore
- Michel Charrel
- Paul Demange